# Droit parlementaire
Le droit parlementaire est le droit du Parlement et de la pratique parlementaire.
Selon la définition qu'en donne le constitutionnaliste Marcel Prélot, c'est « cette partie du droit constitutionnel qui traite des règles suivies dans l'organisation, la composition, les pouvoirs et le fonctionnement des assemblées politiques ».
En France, le droit parlementaire est principalement régi par la Constitution de la Ve République et les règlements de l'Assemblée nationale et du Sénat.